# Libyens riksvapen
Libyens statsvapen har sett olika ut genom åren.
Libyen har inget formellt statsvapen sedan 2011, då den nuvarande regeringsformen antogs. Libyska pass använder emellertid på framsidan sedan 2013 en enkel symbol med en halvmåne och en stjärna. Symbolen finns på den plats på passet, där andra länder som regel har sitt statsvapen. Symbolen kan därför ses som en de facto-symbol för den libyska staten.
I samband med revolutionen 2011, använde det nationella övergångsrådet en symbol som består av en halvmåne i flaggans färger och har också en stjärna. Runt bilden finns också nationella övergångsrådets namn på arabiska och engelska.

## Historia

Kungariket Libyen (1951-1969)
Libyska arabrepubliken (1970-1972)
Libyska arabrepubliken, del av Arabrepublikernas federation (1972-1977)
Socialistiska folkliga libyska arabiska Jamahiriya (1977-2011)
Libyen, nationella övergångsrådet (2011)